# Spaleni słońcem 2
Spaleni słońcem 2 (ros. Утомлённые солнцем 2) – dwuczęściowy rosyjski film dramatyczny w reżyserii Nikity Michałkowa, kontynuacja filmu Spaleni słońcem z 1994 roku. Część pierwsza – „Exodus” – ukazała się w roku 2010, natomiast część druga – „Cytadela” – w roku 2011. Film został zgłoszony jako rosyjski kandydat do nagrody Amerykańskiej Akademii Filmowej w kategorii najlepszego filmu nieanglojęzycznego, ale nie uzyskał nominacji.
Był to najdroższy film w historii rosyjskiej kinematografii. Zdjęcia kręcono w Moskwie oraz w miejscowościach Wojskowicy (obwód leningradzki), Gorbatow (obwód moskiewski) i Gorochowiec (obwód włodzimierski).

## Opis fabuły
II wojna światowa, Związek Radziecki. Podczas gdy nasila się atak wojsk hitlerowskich, terror Stalina dotyka już niemal wszystkich Rosjan. Cudem ocalały od kary śmierci Kotow (Nikita Michałkow) walczy na pierwszej linii frontu. Jego córka Nadia (Nadieżda Michałkowa) ratuje życie żołnierzy jako pielęgniarka. W rozdartym wojną kraju ci, którzy dotąd byli zaciekłymi wrogami, próbują przetrwać zmasowane bombardowania, gwałty i stawić czoło krwawej inwazji.

## Obsada
- Nikita Michałkow jako pułkownik Siergiej Piotrowicz Kotow
- Nadieżda Michałkowa jako Nadia Kotowa
- Oleg Mieńszykow jako Mitia
- Dmitrij Diużew jako Wania
- Władimir Iljin jako Kirik
- Andriej Mierzlikin jako Nikołaj
- Siergiej Makowiecki jako Lunin
- Wiktorija Tołstoganowa jako Marusia
- Ingeborga Dapkūnaitė jako Marusia
- Michaił Jefremow

i inni